# جی‌تی‌ای (بازی ویدئویی)
اتومبیل‌دزدی بزرگ (به انگلیسی: Grand Theft Auto) یک بازی ویدئویی در سبک اکشن-ماجراجویی و جهان باز و اولین نسخه از مجموعه بازی‌های اتومبیل‌دزدی بزرگ است که در اکتبر سال ۱۹۹۷ توسط دی‌ام‌ای دیزاین (که امروزه با نام راک‌استار نورث شناخته می‌شود) برای ام‌اس-داس و مایکروسافت ویندوز منتشر شد. این بازی سپس یکبار دیگر در تاریخ ۱۴ دسامبر ۱۹۹۷ در اروپا و ۳۰ ژوئن ۱۹۹۸ در ایالات متحده آمریکا برای کنسول پلی‌استیشن عرضه شد. در اتومبیل‌دزدی بزرگ به بازیکن اجازه داده می‌شد که نقش یک خلافکار را ایفا کند و آزادانه در یک شهر بزرگ پرسه بزند و مأموریت‌های مختلفی مانند قتل و سرقت را انجام دهد.
دنباله‌ای برای این بازی با عنوان اتومبیل‌دزدی بزرگ ۲ در سال ۱۹۹۹ عرضه شد.

## گیم پلی
بازی (اتومبیل دزدی بزرگ) از یک سری سطوح تشکیل شده‌است که هر کدام در یکی از سه شهر اصلی قرار دارند. در هر سطح هدف نهایی بازیکن رسیدن به تعداد نقاط هدف است که معمولاً با انجام وظایفی برای دزدان محلی شهر حاصل می‌شود. هر سطح مجموعه وظایف منحصر به فرد خود را دارد. انجام موفقیت‌آمیز یک مأموریت به بازیکن امتیازاتی می‌دهد و فرصتی را برای تلاش برای انجام مأموریت‌های سخت‌تر برای جوایز بالاتر فراهم می‌کند، در حالی که عدم موفقیت امتیاز کمی می‌دهد و ممکن است به‌طور دائمی فرصت‌های بیشتری را برای کارهای بیشتر مهار کند.
بازیکن آزاد است هر کاری که می‌خواهد انجام دهد. بازیکن می‌تواند با تیراندازی در شهر امتیاز کسب کند یا اتومبیل را بدزدد و به سود خود بفروشد، اگرچه برای رسیدن به مقدار زیادی از پول باید سطح را تکمیل کنید، بازیکنان معمولاً مأموریت‌هایی را به دست می‌آورند که باعث کسب درآمد آنها می‌شود. بعضی از اعمال مجرمانه مثل استفاده از ماشین پلیس برای فرار از مردم دو برابر امتیاز دریافتی است.

### آزادی
در حین انجام مأموریت‌ها، هنوز آزادی وجود دارد زیرا بیشتر اوقات بازیکن در انتخاب مسیر آزاد است، اما مقصد معمولاً ثابت است. این سطح آزادی است که (اتومبیل دزدی بزرگ) را از سایر بازی‌های رایانه‌ای اکشن در آن زمان متمایز می‌کند. در نسخه Pc منتشر شده از بازی اجازه گیم پلی چند نفره تحت شبکه را می‌دهد.

### شهر
بازی اتومبیل دزدی بزرگ در سه شهر بزرگ اتفاق می‌افتد که همگی از شهرهای واقعی الگوبرداری شده‌اند: Liberty City برگرفته از شهر نیویورک، وایس سیتی برگرفته از شهر میامی و San Andreas برگرفته از شهر لس آنجلس در ایالات متحده آمریکا است. هر سه شهر از جرایم گسترده و فساد مثل تصادف، دزدی و قتل و مبارزه با افسران پلیس و… رنج می‌برند.
این سه شهر بعداً در بسیاری از بازی‌های اتومبیل دزدی بزرگ بود که عبارتند از: اتومبیل‌دزدی بزرگ ۲، اتومبیل‌دزدی بزرگ ۳، اتومبیل‌دزدی بزرگ: وایس سیتی، اتومبیل‌دزدی بزرگ: سن آندریاس، اتومبیل‌دزدی بزرگ: ماجراهای لیبرتی سیتی، اتومبیل‌دزدی بزرگ: ماجراهای وایس سیتی، اتومبیل‌دزدی بزرگ ۴، اتومبیل‌دزدی بزرگ: جنگ‌های محله چینی‌ها، اتومبیل دزدی بزرگ ۵.

## شخصیت‌ها
بازیکنان می‌توانند هشت شخصیت بازی را انتخاب کنند: تراویس، کت، نیکی، دیواین، بابا، تروی، کیولوف و اولریکا (با این حال نسخه پلی استیشن فقط به بازیکنان امکان می‌دهد چهار شخصیت مرد را انتخاب کنند)
در گیم پلی بازی هیچ تفاوتی وجود ندارد، زیرا همه شخصیت‌ها دقیقاً یک ژاکت زرد مشابه دارند، همچنین می‌توانید شخصیت خود را نامگذاری کنید.

## موسیقی متن
اتومبیل‌دزدی بزرگ: موسیقی متن آلبوم موسیقی متن بازی گرند دفت اوتو که در سال ۱۹۹۷ توسط دی‌ام‌ای دیزاین که امروزه با نام راک‌استار نرت می‌شناسیم، منتشر شد. کولین آندرسون، کرگ کونر و گرنت میدلتون آهنگ‌سازان این آلبوم هستند.

### ترک‌های آلبوم
| اتومبیل‌دزدی بزرگ: موسیقی متن | اتومبیل‌دزدی بزرگ: موسیقی متن | اتومبیل‌دزدی بزرگ: موسیقی متن |
| شماره                        | نام                          | مدت                          |
| ---------------------------- | ---------------------------- | ---------------------------- |
| ۱.                           | «The Fix FM»                 | ۷:۳۳                         |
| ۲.                           | «Head Radio FM»              | ۹:۳۹                         |
| ۳.                           | «Radio 76 (On 197.6 FM)»     | ۹:۴۳                         |
| ۴.                           | «N-CT FM»                    | ۷:۲۷                         |
| ۵.                           | «Brooklyn Underground 77.7»  | ۸:۴۷                         |
| ۶.                           | «It's Unleashed on 93.5 FM»  | ۱۱:۰۱                        |
| ۷.                           | «The Fergus Buckner Show»    | ۳:۱۳                         |
| ۸.                           | «Title Music»                | ۲:۱۷                         |

## تولید
(اتومبیل دزدی بزرگ) اصلی در DOS تولید شد و بعداً به Microsoft Windows (با استفاده از SciTech MGL) , Sony PlayStation و Game Boy Color منتقل شد. نسخه Game Boy Colour از نظر فنی غیرقابل جمع بود، که به دلیل بزرگ بودن شهرها، یک موفقیت فنی بود و آنها را چندین برابر بزرگتر از دنیای بازی Game Boy Color کرد به دلیل سخت‌افزار محدود دستی، با این حال برای تهیه کردن برای نسل جوان بازی به شدت سانسور شد و لعن و فحش حذف شد.
PC نسخه همراه در چندین اجرایی مختلف برای DOS و MS-ویندوز، که استفاده از مجموعه ای از فایل‌های داده (به جز برای ۸ بیتی نسخه DOS که با استفاده از گرافیک‌های مختلف اما مشابه)
(سرقت بزرگ اتومبیل) قرار بود بر روی سگا عرضه شود، اما به دلیل محبوبیت سریع کنسول قبل از پایان توسعه، پروژه متوقف شد و بازی هرگز منتشر نشد. پس از انتشار موفقیت‌آمیز پلی استیشن، توسعه برای نینتندو آغاز شد، شایعاتی منتشر شد که بازی دارای پیشرفت‌های گرافیکی و مأموریت‌های جدید بود، اما بدون اینکه منتشر شود، پروژه لغو شد.

## پوستر بازی
در پوستر بازی (اتومبیل دزدی بزرگ) عکسی از پلیس نیویورک در سال ۱۹۸۰ در پلیموث گران فیوری است که در تقاطع خیابان پنجم و خیابان ۵۶ قرار دارد و برج ترامپ در پس زمینه تصویر قرار دارد. همین پوستر نیز جایگزینی برای اتومبیل‌دزدی بزرگ ۲ در بازارهای منتخب بود.